# Christian Martyn
Christian Martyn (ur. 23 lutego 2000) – kanadyjski aktor filmowy i telewizyjny, aktor dziecięcy. Znany jest m.in. z roli Finna Baxtera w filmie Finn sam w domu: Świąteczny skok, a także z roli Billy'ego Andrewsa w serialu Ania, nie Anna. Wystąpił także w kilku serialach, m.in. XIII, Monster Math Squad i Wild Kratts. Użyczał też głosu w serialach Franklin i przyjaciele i Top Wing.